# Paul Viollet
Pour les articles homonymes, voir Viollet.
Paul Viollet, né le 24 octobre 1840 à Tours et mort le 22 novembre 1914 dans le 5e arrondissement de Paris, est un historien et archiviste français.

## Biographie
Paul Viollet est le fils de Fulgence Viollet, directeur de fabrique de soie, et de Louise Viot. Il est le père de l'abbé Jean Viollet et de l'architecte Henri Viollet, ainsi que le beau-père de Henri Roger-Viollet.
Sorti premier de l'École impériale des chartes en 1862, il est d'abord archiviste départemental d'Indre-et-Loire puis bibliothécaire de la faculté de droit à Paris. Spécialiste de l'histoire du droit, il est élu à l'Académie des inscriptions et belles-lettres en 1887.
L'un des rares catholiques à écrire dans l'anticléricale Revue historique de Gabriel Monod, il s'engagea également contre les excès de la colonisation de la IIIe République en fondant le Comité de protection et de défense des indigènes (en 1892) et en contestant, en pleine conférence à l'Institut de France, l'apologie de la mission Foureau-Lamy qui avait astreint au portage des dizaines de Noirs (en 1899). Il se fit encore remarquer en 1892 lors du scandale de Panama en regroupant autour de lui les petits obligataires spoliés, obtenant des résultats en faveur de la justice.
Catholique et intellectuel engagé, ses contacts avec les paléographes qui étudièrent le bordereau lors de l'affaire Dreyfus lui firent prendre fait et cause pour Alfred Dreyfus, en rassemblant autour de lui les catholiques dreyfusards. Il fut sollicité pour participer à la fondation de la Ligue des droits de l'homme dont il rédigea les statuts, mais dont il démissionna en constatant l'anticléricalisme qui régnait au sein de ladite Ligue, pour fonder le Comité catholique pour la défense du droit, dont la première œuvre fut de publier la Déclaration des droits de l'Homme et du citoyen de 1789.
Son œuvre consiste en de nombreux articles parus dans la Revue historique, ainsi qu'en plusieurs ouvrages dont le plus célèbre est ses Lettres de mademoiselle de Condé. Ses Institutions de la France furent une référence pendant de longues années. Quant à ses Institutions de saint Louis, elles furent couronnées deux fois par le prix Gobert.
Il aurait été le collaborateur de Julien-Philippe de Gaulle, grand-père du général.
Ses archives de chercheur ont été données par son fils, le chanoine Viollet, aux Archives nationales où elles sont conservées sous les cotes AB/XIX/3201 à AB/XIX/3255.

## Distinctions
- Chevalier de la Légion d'honneur
- Officier de l'Instruction publique